# دمعة يتيم (مسلسل)
دمعة يتيم مسلسل تلفزيوني كويتي إنتاجه سنة 2009 وسيعرض حصريا على قناة الوطن الكويتية الخاصة في شهر رمضان 2009. أنتاج تلفزيون الوطن . القصة والسيناريو والحوار للممثلة الكويتية حياة الفهد . تم تصوير أحداث المسلسل في دولة الكويت، طوال شهرين متتاليين . قام بأداء أغنية تتر المقدمة المطربة فاطمة القرياني، وقام بالتلحين الملحن الكويتي أنور عبد الله بينما كتب كلمات الأغنية الشاعر الكويتي عبد اللطيف البناي. أخرج العمل المخرج الكويتي حسين أبل .

## ملخص القصة
تتولى شريفة رعاية خالد حتى يصبح رجلاً، ونتيجة لطمع أشقائها وبخلهم الشديد، تقرر تأمين حياة خالد من بعد وفاتها، فتنشأ العداوة بين خالد وأشقاء شريفة، وتتأثر حياة خلود الزوجية مع سليمان لتدخل والد زوجها في كل أمور حياتهما.

## البطولة
| الممثل(ة)         | الشخصية           |
| ----------------- | ----------------- |
| حياة الفهد        | موضي              |
| علي جمعة          | سعد               |
| صلاح الملا        | إبراهيم           |
| فهد باسم          | مبارك             |
| منى شداد          | سليمة             |
| سعاد علي          | فاطمة             |
| أمل عبد الكريم    | ام سليمان مرت سعد |
| هند البلوشي       | خلود              |
| يعقوب عبد الله    | خالد              |
| أمل عباس          | نجاة              |
| مرام              | منيرة             |
| باسم عبد الأمير   | ناصر              |
| محمد الشطي        | فاضل              |
| محمد الحملي       | عيسى              |
| عبد الله الطراروة | سليمان            |
| أمل محمد          | ام بدر مرت ناصر   |